# ديفيد كومبز
ديفيد كومبز (بالإنجليزية: David Edward Coombs)‏ هو محامي أمريكي، ولد في 6 يوليو 1969 في بويسي في الولايات المتحدة.